# Lijst van gouverneurs van Germania Inferior

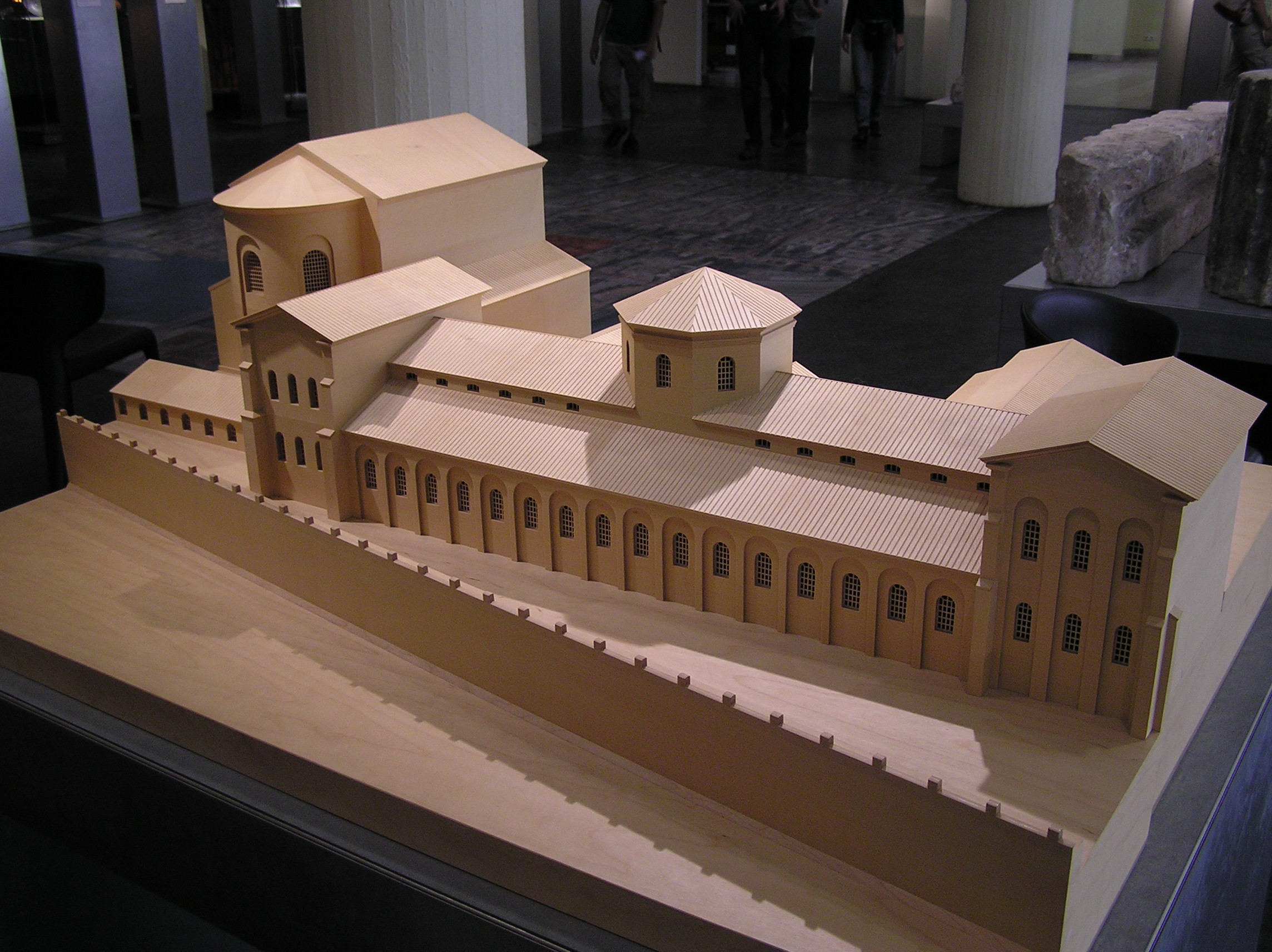
Gereconstrueerd model van het praetorium, de gouverneurszetel; model tentoongesteld in Keulen.

Dit is een lijst van gouverneurs van Germania Inferior, een Romeinse provincie van de 1e tot de 4e eeuw in het huidige Nederland, België en Duitsland. De hoofdstad en tevens grootste stad was Colonia Claudia Ara Agrippinensium (CCAA), het huidige Keulen. 
De tussen 58 en 51 v.Chr. door Julius Caesar onderworpen streek zou oorspronkelijk heringedeeld gaan worden bij de nieuw te vormen provincia Germania, maar na de slag bij het Teutoburgerwoud (9 n.Chr.) werden die plannen ten slotte losgelaten in 16 n.Chr en de Rijn als noord- en oostgrens gehandhaafd. Van 17 tot 89/90 n.Chr. was Germania Inferior als subprovincie ondergeschikt aan Gallia Belgica, daarna werd het een volwaardige zelfstandige provincie. Sinds een Germaanse inval in 275 was de provincie niet welvarend meer. In 297 werd de naam gewijzigd in Germania Secunda. Het Romeinse gezag stortte in toen de grensbewaking langs Limes na de Rijnoversteek in 405/406 werd opgeheven en Germaanse stammen ongehinderd konden binnentrekken.

## Als deel van deprovincia Germania

### Civiel
- 7-9: Publius Quinctilius Varus

### Militair
- 12-9 v.Chr.: Nero Claudius Drusus
- 9-7 v.Chr.: Tiberius
- 7-? v.Chr.: Gaius Sentius Saturninus? / Lucius Domitius Ahenobarbus?
- 1-4: Marcus Vicinius
- 4-6: Gaius Sentius Saturninus (waarschijnlijk onder bevel van Tiberius)
- 13-17: Germanicus (imperium proconsulare)
  - 14-16: Aulus Caecina Severus (legatus Augusti pro praetore)

## Als subprovincie vanGallia Belgica
- 21: Gaius Silius
- 21-2?: Gaius Visellius Varro
- 28-34: Lucius Apronius
- 34-39: ?
- 40-41: Publius Gabinius Secundus
- 41-46: Aulus Gabinius Secundus
- 46-47: Quintus Sanquinius Maximus
- 47-51: Gnaeus Domitius Corbulo
- 51-54: ?
- 54-58: Pompeius Paulinus
- 58-60: Lucius Duvius Avitus
- 63-67: Publius Sulpicius Scribonius Rufus
- 67-68: Gaius Fonteius Capito
- 68-69: Aulus Vitellius Germanicus
- 69-70: Gaius Dillius Vocula (?)
- 70-71: Quintus Petillius Cerialis
- 71-73: Aulus Marius Celsus
- 73-78: Lucius Acilius Strabo
- 78: Gaius Rutilius Gallicus
- 78-80: Decimus Iunius Novius Priscus
- 80-83: Sextus Julius Frontinus (?)
- 87-89: Aulus Bucius Lappius Maximus

## Germania Inferiorzelfstandig
- 91-97: Marcus Ulpius Trajanus
- 97: Titus Vestricius Spurinna (?)
- 97-98: Lucius Licinius Sura
- 98-99: Lucius Neratius Priscus
- 99-100: ?
- 101-102: Quintus Acutius Nerva
- 103-116: ?
- 117-119: Aulus Platorius Nepos (?)
- 119-122: Manilianus Gaius Licinius Pollio
- 122-129: ?
- 130-13?: Granius [Fabianus] Grattius [Cerealis?] Geminius
- 135-139: Quintus Lollius Urbicus
- 140-142: ?
- 142-150: Gaius Julius Severus II
- 150-151: Publius Septimius Aper (?)
- 151-152: Lucius Octavius Cornelius Salvius Iulianus Aemillianus
- 152-158: Gnaeus Julius Verus
- 158: Sextus Calpurnius Agricola (?)
- 158-160: Tiberius Claudius Julianus
- 15?-161: Salvius Julianus (?)
- 161-16?: Gaius Septimius Severus
- 170-17?: Quintus Antistius Adventus
- 17?-180: Junius Macr[er] (?)
- 180-185: Marcus Didius Julianus
- 18?-192: Gaius Allius Fuscianus
- 193-197: Virius Lupus
- 197-19?: Gaius Valerius Pudens
- 199-20?: Novius Priscus
- 201-204: Marius Maximus Perpetuus Aurelianus
- 205: Quintus Venidius Rufus
- 20?-20?: Quintus Tarquitius Catulus
- 206-210: Gnaeus Fulvius Maximus Centumalus
- 211-212: Lucius Lucceius Martinus
- 212-21?: Marcius Claudius Agrippa
- 216-21?: Marcus Valerius Senecio
- 222-22?: Flavius Aper Commodianus
- 230-231: Clodius Aurelius Saturninus
- 231: Flavius Janus
- 23?-235: Gaius Messius Quintus Decius
- 23?-23?: Iasdius Domitianus (?)
- 233-238: Gaius Furius Sabinus Aquila Timesitheus
- 238-24?: Lucius Domitius Gallicanus Papinianus
- 25?: Quintus Tarquinius Catulus
- 259-260: Marcus Cassianus Postumus
- 260–274: (!) Gallische keizerrijk

(onvolledig)